# Macronemurus quedenfeldti
Macronemurus quedenfeldti är en insektsart som först beskrevs av Hermann Julius Kolbe 1884.  Macronemurus quedenfeldti ingår i släktet Macronemurus och familjen myrlejonsländor. Inga underarter finns listade i Catalogue of Life.